# Municipio de Oak Dale
El municipio de Oak Dale (en inglés: Oak Dale Township) es un municipio ubicado en el condado de Howard en el estado estadounidense de Iowa. En el año 2010 tenía una población de 190 habitantes y una densidad poblacional de 2,51 personas por km².

## Geografía
El municipio de Oak Dale se encuentra ubicado en las coordenadas 43°27′52″N 92°29′40″O / 43.46444, -92.49444. Según la Oficina del Censo de los Estados Unidos, el municipio tiene una superficie total de 75.75 km², de la cual 75,75 km² corresponden a tierra firme y (0 %) 0 km² es agua.

## Demografía
Según el censo de 2010, había 190 personas residiendo en el municipio de Oak Dale. La densidad de población era de 2,51 hab./km². De los 190 habitantes, el municipio de Oak Dale estaba compuesto por el 99,47 % blancos y el 0,53 % eran de una mezcla de razas. Del total de la población el 0,53 % eran hispanos o latinos de cualquier raza.